# Bill Adams (giocatore di football americano)
William Joseph Adams (Lynn, 4 febbraio 1950) è un giocatore di football americano statunitense che ha militato nel ruolo di offensive guard nella National Football League (NFL).

## Carriera
All'università Adams giocò a football per il College of the Holy Cross. Fu scelto dai Miami Dolphins nel corso del settimo giro (161º assoluto) del Draft NFL 1972. Tuttavia non vi giocò mai ma firmò con i Buffalo Bills. Con essi disputò tutta la carriera professionistica come guardia di riserva fino al 1978, tranne una stagione fuori dai campi di gioco nel 1973. In seguito divenne un insegnante di educazione fisica alla Lynnfield High School fino al suo pensionamento, avvenuto nel 2010.